# Watergentiaan-associatie
De watergentiaan-associatie (Potameto-Nymphoidetum) is een associatie uit het waterlelie-verbond (Nymphaeion).

## Fotogalerij

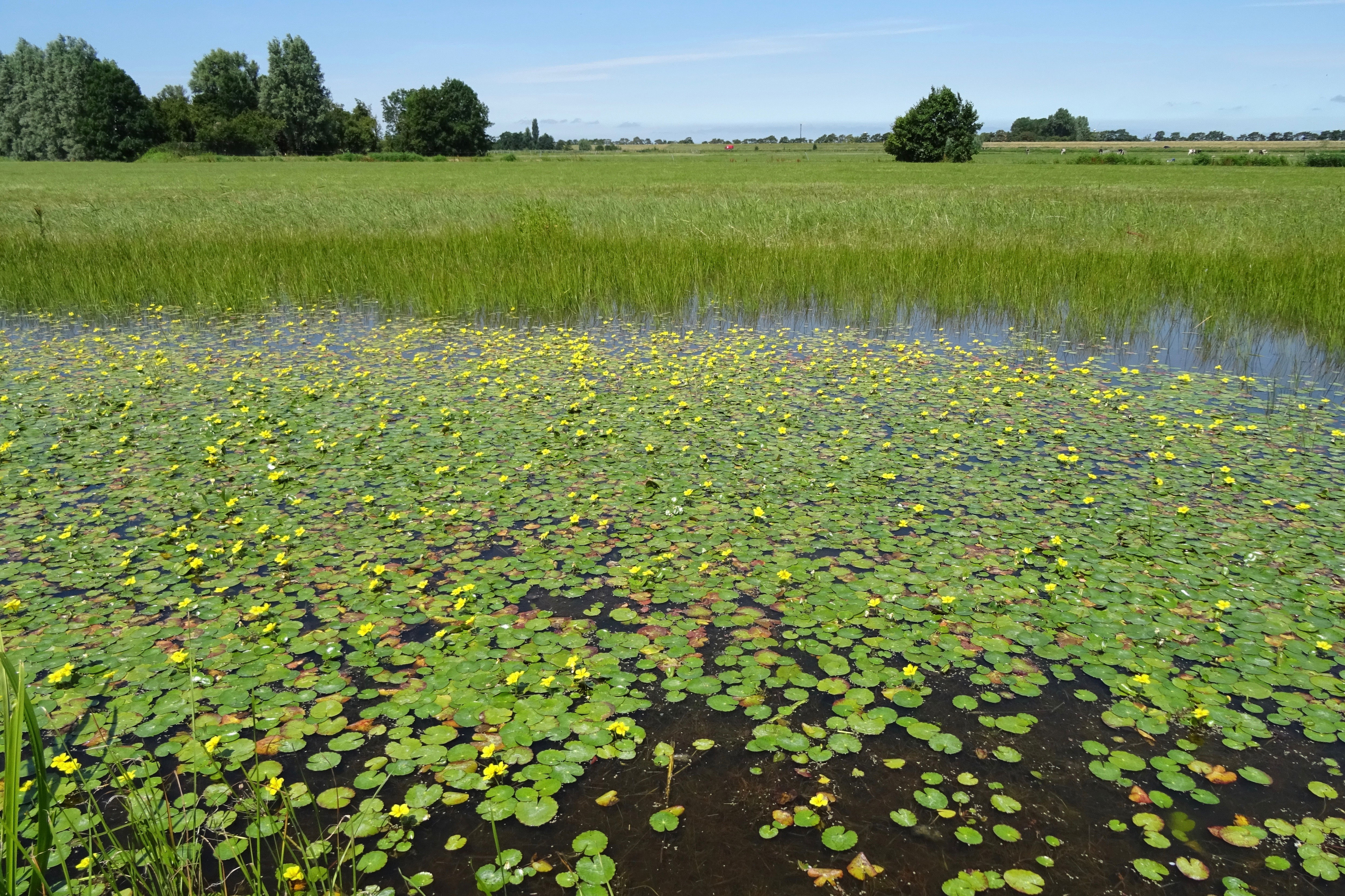
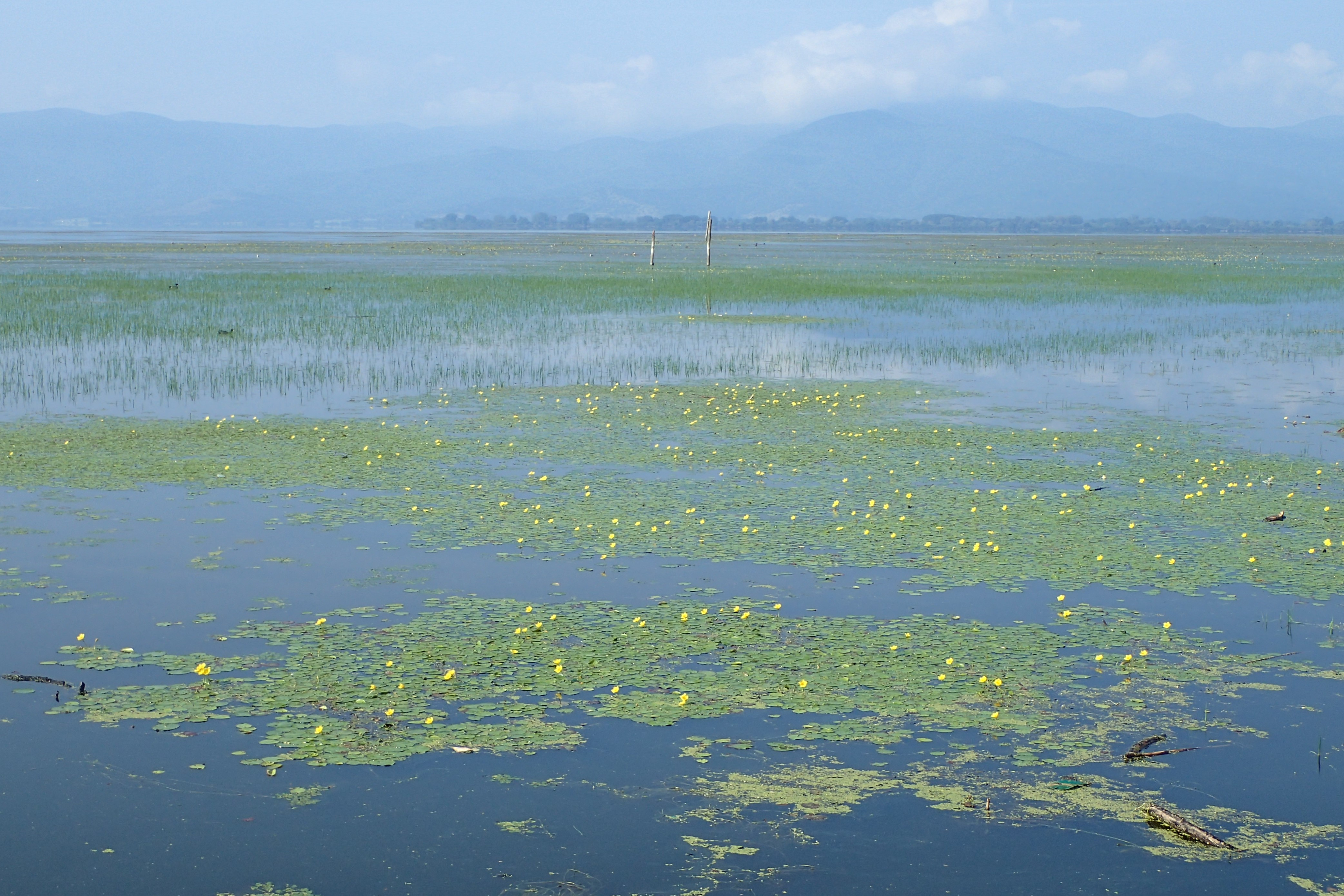

## Naamgeving en codering
| Polygono-Nymphoidetum Van Donselaar 1961 |

- Syntaxoncode voor Nederland (rVvN): r05Ba05

De wetenschappelijke naam Potameto-Nymphoidetum is afgeleid van de botanische naam van het geslacht fonteinkruid (Potamogeton) en de kensoort watergentiaan (Potamogeton lucens).

## Ecologie
De watergentiaan-associatie komt voor in eutrofe, vrij diepe wateren, vooral op kleibodems. De gemeenschap mijdt zeer ionenrijke en brak water.